# Murcia Cobras
I Murcia Cobras sono una squadra di football americano di Murcia fondata nel 1994. Partecipano alla LNFA Serie A.

## Dettaglio stagioni

### Tornei nazionali

#### Campionato

##### Serie A
| Stagione | regular season | regular season | regular season | regular season | regular season | regular season | playoff | playoff | playoff | playoff | playoff | playoff      | playoff        |
|          | Vin            | Par            | Per            | Tot            | PF             | PS             | Vin     | Per     | Tot     | PF      | PS      | risultato    | avversaria     |
| -------- | -------------- | -------------- | -------------- | -------------- | -------------- | -------------- | ------- | ------- | ------- | ------- | ------- | ------------ | -------------- |
| 2017     | 4              | 0              | 6              | 10             | 204            | 218            | 0       | 1       | 1       | 13      | 21      | Semifinale   | Badalona Dracs |
| 2018     | 8              | 0              | 0              | 8              | 293            | 39             | 2       | 1       | 3       | 96      | 75      | Spanish Bowl | Badalona Dracs |
| 2019     | 6              | 0              | 2              | 8              | 261            | 138            | 1       | 1       | 2       | 81      | 81      | Semifinale   | Badalona Dracs |
| 2020     | 2              | 0              | 3              | 5              | 88             | 104            | -       | -       | -       | -       | -       | -            | -              |
| 2021     | 1              | 0              | 7              | 8              | 125            | 279            | -       | -       | -       | -       | -       | -            | -              |
| 2022     | 2              | 0              | 6              | 8              | 141            | 160            | -       | -       | -       | -       | -       | -            | -              |
| Totale   | 23             | 0              | 24             | 47             | 1112           | 938            | 3       | 3       | 6       | 190     | 177     |              |                |

Fonti: Enciclopedia del Football - A cura di Roberto Mezzetti

##### LNFA 2/Conferencias/Serie B
| Stagione | regular season | regular season | regular season | regular season | regular season | regular season | playoff | playoff | playoff | playoff | playoff | playoff          | playoff                |
|          | Vin            | Par            | Per            | Tot            | PF             | PS             | Vin     | Per     | Tot     | PF      | PS      | risultato        | avversaria             |
| -------- | -------------- | -------------- | -------------- | -------------- | -------------- | -------------- | ------- | ------- | ------- | ------- | ------- | ---------------- | ---------------------- |
| 2008     | 1              | 0              | 5              | 6              | 105            | 161            | -       | -       | -       | -       | -       | -                | -                      |
| 2009     | 3              | 0              | 1              | 4              | 194            | 35             | 0       | 1       | 1       | 13      | 21      | Wild Card        | Barberá Rookies        |
| 2012     | 8              | 0              | 0              | 8              | 277            | 43             | 0       | 1       | 1       | 34      | 40      | Quarti di finale | Valencia Giants        |
| 2013     | 4              | 0              | 4              | 8              | 122            | 105            | 0       | 1       | 1       | 13      | 27      | Quarti di finale | Gijón Mariners         |
| 2014     | 4              | 0              | 2              | 6              | 195            | 60             | 1       | 1       | 2       | 37      | 39      | Quarti di finale | Mallorca Voltors       |
| 2015     | 4              | 0              | 4              | 8              | 115            | 117            | 0       | 1       | 1       | 14      | 27      | Wild Card        | Las Rozas Black Demons |
| 2016     | 6              | 0              | 0              | 6              | 116            | 23             | 2       | 0       | 2       | 37      | 15      | Promossi         | L'Hospitalet Pioners   |
| Totale   | 30             | 0              | 16             | 46             | 1124           | 544            | 3       | 5       | 8       | 148     | 169     |                  |                        |

Fonti: Enciclopedia del Football - A cura di Roberto Mezzetti

#### Coppa
| Stagione | regular season | regular season | regular season | regular season | regular season | regular season | playoff | playoff | playoff | playoff | playoff | playoff          | playoff                |
|          | Vin            | Par            | Per            | Tot            | PF             | PS             | Vin     | Per     | Tot     | PF      | PS      | risultato        | avversaria             |
| -------- | -------------- | -------------- | -------------- | -------------- | -------------- | -------------- | ------- | ------- | ------- | ------- | ------- | ---------------- | ---------------------- |
| 2018     | -              | -              | -              | -              | -              | -              | 0       | 1       | 1       | 6       | 14      | Wild Card        | Gijón Mariners         |
| 2019     | -              | -              | -              | -              | -              | -              | 0       | 1       | 1       | 0       | 20      | Quarti di finale | Las Rozas Black Demons |
| Totale   | -              | -              | -              | -              | -              | -              | 0       | 2       | 2       | 6       | 34      |                  |                        |

Fonti: Enciclopedia del Football - A cura di Roberto Mezzetti

### Riepilogo fasi finali disputate
| Anno             | Luogo  | Evento         | Fase del torneo  | Incontro                               | Risultato |
| 3 maggio 2015    |        | Serie B        | Wild Card        | Murcia Cobras - Las Rozas Black Demons | 14 - 27   |
| 4 giugno 2016    | Murcia | Serie B        | Finale           | Murcia Cobras - L'Hospitalet Pioners   | 10 - 8    |
| 21 maggio 2017   |        | Serie A        | Semifinale       | Badalona Dracs - Murcia Cobras         | 21 - 13   |
| 2 giugno 2018    | Gijón  | Serie A        | Spanish Bowl     | Murcia Cobras - Badalona Dracs         | 26 - 33   |
| 17 novembre 2018 |        | Copa de España | Wild Card        | Gijón Mariners - Murcia Cobras         | 14 - 6    |
| 12 maggio 2019   |        | Serie A        | Semifinale       | Badalona Dracs - Murcia Cobras         | 40 - 20   |
| 9 novembre 2019  |        | Copa de España | Quarti di finale | Las Rozas Black Demons - Murcia Cobras | 20 - 0    |

## Palmarès

### Titoli nazionali
- 1 LNFA Serie B (2016)
- 3 Campionati spagnoli juniores (2008, 2009, 2011)